# 芝格楞县
芝格楞县，一译济格兰县，是柬埔寨暹粒省下辖的一个县。
据1998年人口普查，此县共有106,727人。